# Regiunea Boemia Centrală
Regiunea Boemia Centrală (în cehă Středočeský kraj) este o regiune (kraj) în partea central-vestică a Republicii Cehe. Centrul său administrativ este plasat în capitala cehă, Praga (în cehă Praha), care este amplasată în mijlocul regiunii. Orașul nu face, totuși, parte din regiune, ci formează singur una proprie.

## Impărțire administrativă (districte)
Regiunea este împărțită în douăsprezece districte, okres în limba cehă.

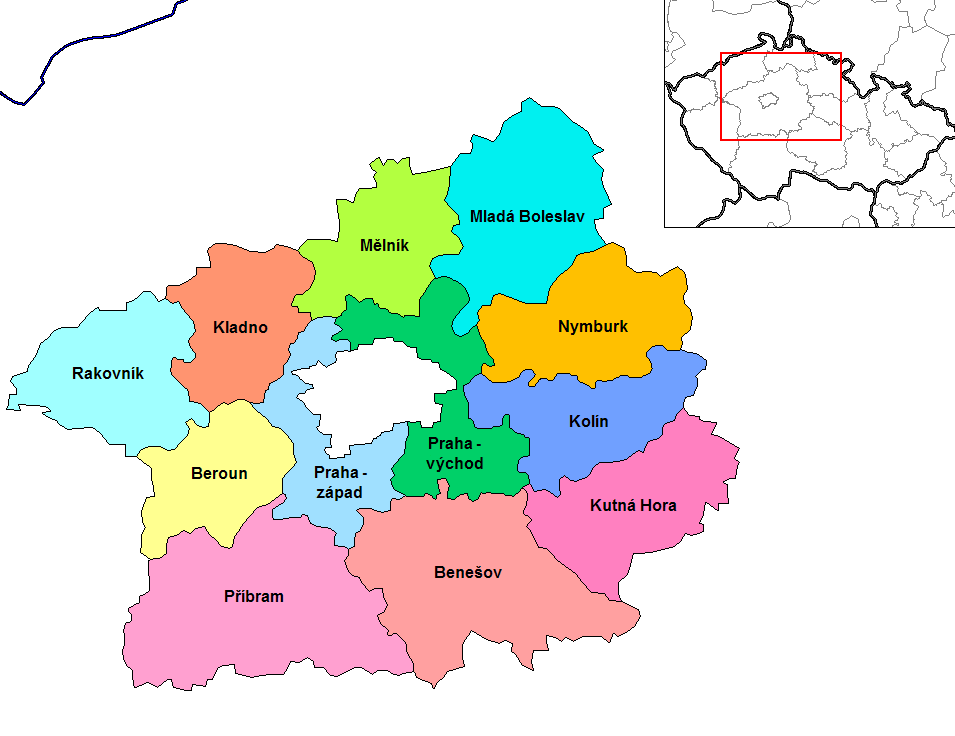

| 1. Benešov (115) 2. Beroun (86) 3. Kladno (100) 4. Kolín (100) | 1. Kutná Hora (88) 2. Mělník (70) 3. Mladá Boleslav (123) 4. Nymburk (90) | 1. Prag (Ost) (91) 2. Prag (West) (80) 3. Příbram (120) 4. Rakovník (85) |